# Kokam
Das südkoreanische Unternehmen Kokam Co., Ltd. mit Sitz in Siheung wurde 1989 gegründet und stellt heute sowohl Fertigungstechnologie für Lithium-Polymer-Akkus als auch Akkus selbst her. Außerdem produziert Kokam Fertigungsausrüstung für polarisierten Film zum Einsatz in Flüssigkristallanzeigevorrichtungen (LCD).

## Geschichte
Die Entwicklung von Lithium-Polymer-Akkus zusammen mit dem Korea Institute of Science and Technology begann im Jahre 1998. Bereits 1999 konnte die Massenproduktion des Polymer-Akkus mit dem Namen "SLPB" (Superior Lithium Polymer Battery) starten. 2002 wurde die neue Technologie weltweit patentiert. Im gleichen Jahr gewann ein Team, dessen Auto einen Kokam-Akku benutzte, das Solar-Rennen International SUZUKA Solar Car Race in Japan.

## Einsatzgebiete der Akkus
Die Akkus von Kokam werden in mobilen Kommunikationsgeräten (Mobiltelefon, PDA etc.), Elektrowerkzeug sowie in Autos und Motorrädern eingesetzt. Insbesondere bei elektrisch angetriebenen Zweirädern mit einer hohen Leistung kommen Akkus von Kokam zum Einsatz (z. B. in den Motorrädern der schweizerischen Firma Quantya). Ein elektrisches Flugzeug von Eviation Aircraft wird mit Kokam-Akkus ausgestattet.
Zudem werden die Li-Ionen-Zellen vermehrt in Photovoltaikbatteriespeichern der Firma Akasol sowie in Anwendungen für Busse und Straßenbahnen eingesetzt.